# Homerland
Homerland (estilizado como HOMƎRLAND) é o primeiro episódio da vigésima quinta temporada do seriado de animação de comédia de situação The Simpsons. O episódio foi escrito por Stephanie Gillis e exibido originalmente em 29 de setembro de 2013, pela Fox.Kristen Wiig é a estrela convidada para o episódio. O episódio é uma paródia da bem-sucedida série de televisão Homeland.

## Enredo
No episódio, Lisa suspeita que Homer pode ter sido convertido em terrorista após retornar um homem mudado de uma convenção sobre poder nuclear. Lisa então requisita os serviços de Annie (voz de Kristen Wiig), uma intensa e agitada agente do FBI, para ajudá-la a descobrir a verdade.

## Recepção

### Crítica
Dennis Perkins do The A.V. Club deu ao episódio um B-, dizendo que "No fim das contas, há alguns trechos engraçados, porém, não foram suficientes para dominar completamente a narrativa, [...]. Ele [o episódio] não é o pior presságio para uma nova temporada de The Simpsons. Estou olhando para a frente com otimismo e uma mente aberta."

### Audiência
Em sua exibição original, o episódio foi assitido por 6,37 milhões de espectadores, recebendo 2.9 pontos de audiência na demográfica de idades 18-49, sendo o programa mais assistido da Fox naquela noite.
A audiência do episódio foi considerada inferior a da premiere da vigésima quarta temporada "Moonshine River," que foi assistida por 8,08 milhões de pessoas e recebeu 3,8 pontos de audiência na demográfica de idades 18-49; mas teve uma audiência superior a "Dangers on a Train," que foi a season finale da vigésima quarta temporada, sendo assistida por 4,52 milhões de pessoas e recebeu 2,1 pontos na demográfica 18-49.